# Йохан Андреа (регистратор)
Йохен Андреа (на немски: Johann Andreae), е роден около 1570 г. в Саарбрюкен и е починал 1645 г. също там.
От 1596 г. е регистратор и дворцов историограф в Саарбрюкен при Лудвиг ІІ.
Той е събирал архивните документи, свързани с Валрамския дом. От 1634 до 1640 г. се намира в изгнание в Мец заедно с графския двор на Вилхелм Лудвиг. Издава копиалните книги и 9 генеалогични книги на рода.
Йохан Андреа е бил женен за Кристина Рус, от която има 2 деца: Анна Елизабета и Йохан Балтазар (роден 1623). През 1634 г. сключва втори брак с Елизабет Берг.

## Произведения
- „Genealogia Saraepontana“
- „Documenta et monumenta Wadgassiana“